# Orrville (Alabama)
Orrville é uma cidade  localizada no estado americano de Alabama, no Condado de Dallas.

## Demografia
Segundo o censo americano de 2000, a sua população era de 230 habitantes.
Em 2006, foi estimada uma população de 213, um decréscimo de 17 (-7.4%).

## Geografia
De acordo com o United States Census Bureau, a localidade tem uma área de 2,7 km², sem área coberta por água. Orrville localiza-se a aproximadamente 58 m acima do nível do mar.

## Localidades na vizinhança
O diagrama seguinte representa as localidades num raio de 40 km ao redor de Orrville.